# Limopsis pyrenoides
Limopsis pyrenoides is een tweekleppigensoort uit de familie van de Limopsidae. De wetenschappelijke naam van de soort is voor het eerst geldig gepubliceerd in 1995 door Oliver & Cosel in Cosel.